# Hans Sveistrup
Hans Kristian Janus Nikolaj Balthasar Krarup Sveistrup (født 20. januar 1815 i Maltbæk, død 31. juli 1893 i Vejen) var en dansk præst. Han var farbror til Poul Sveistrup.
Hans Sveistrup var søn af sognepræst Poul Sveistrup og Dorthea, født Krarup. Han fødtes i faderens præstegård ved Kongeåen. I 1832 blev han student fra Kolding Skole, men hans faders formuesomstændigheder nødte ham til et par år at overtage en huslærerplads i Idom præstegård ved Holstebro i steden for at fortsætte studierne i København, og først 1839 blev han teologisk kandidat. Efter at have taget sin embedseksamen rejste han til Nørup, hvor faderen da var præst og havde dannet en lille privatskole for døvstumme, for hvilke Sveistrup skulle være lærer. I 1840 blev han, trods sin ungdom, faderens efterfølger som sognepræst for Nørup og Randbøl, og 2. oktober samme år ægtede han sit søskendebarn Ane Marie Thomsen, datter af skipper Villum Thomsen i Aarhus. Ved en missionsfest i Sønder Omme lærte han Vilhelm Birkedal at kende, og mødet mellem disse 2 mænd blev af betydning for dem begge. I Sønder Omme traf han også lægprædikanten Ole Peter Holm Larsen (Skræppenborg), og han stod i mange år ved dennes side, både når det gjaldt det kirkelige og det folkelige arbejde. Under kampen mod det Ørstedske Ministerium blev Sveistrup en kort tid draget ind i det politiske liv, i det han (1853) blev valgt til folketingsmand for Ribe Amts 4. Valgkreds (Bækkekredsen); men ved det næste valg, 3 måneder senere, stillede han sig ikke. Den politiske arbejdsmark var han ikke skabt for. 
I 1861 fik han af den bekendte patriot H.D. Kloppenborg i Københoved en stærk opfordring til at søge det ledige Rødding-Skrave Sognekald, og i juni samme år blev han kaldet til dette embede, der bragte ham i nøje forbindelse med den første danske folkehøjskole. Det lovende arbejde, han havde begyndt i Røddingegnen, blev dog snart truet med afbrydelse, da den ulykkelige krig udbrød, og 1867, da man krævede edsaflæggelse til kongen af Preussen, nedlagde Sveistrup sit embede og flyttede ind i elevboligen på Rødding Højskole. I skolens gymnastiksal og i Kloppenborgs store sal i Københoved holdt han hver søndag en gudelig forsamling, og tillige vedblev han at være præst for mange familier i den egn. Da det blev forbudt sønderjyderne at bringe deres børn til dåb i Vejen Kirke, hjemmedøbte Sveistrup mange danske børn. Men så kom der fra Berlin et forbud imod de danske præsters udførelse af ministerielle forretninger, og end ikke ligtaler måtte de holde. 
Dette Forbud standsede dog ikke Sveistrups virksomhed for sønderjyderne. I 1868 førte han et tog af sønderjyder til et møde i Boltinggaard Skov ved Ringe, og næste år blev højskolen i Rødding atter åbnet. Mange sønderjyder ønskede at beholde Sveistrup iblandt sig som fripræst, men han følte mere og mere, at han ikke kunne trives under de trykkende forhold. I 1870, da han fik Vejen Sognekald, flyttede han til Vejen Præstegård; der havde han Askov Højskole i sin umiddelbare nærhed, og der fra kunne han virke blandt de fraskilte brødre, hvis ve og vel lå ham så varmt på sinde. Nærmest med tanken på dem udgav han en lille postil: Trøst i Trængsel (3. oplag 1878), der indeholdt et udvalg af hans prædikener fra de 7 trange år efter Frederik VII's død, og han drog jævnlig over grænsen for at prædike for vennerne sønden å. I maj 1873 blev han imidlertid dømt til at betale en bøde for en kirkelig handling, som han havde udført i Bovlund, og kort efter kom der et absolut forbud imod de danske præsters virksomhed i Sønderjylland. Dette forbud førte til Cornelius Appels ordination, og i den følgende tid måtte Sveistrup vise sin kærlighed til Sønderjylland på anden måde. Han var en flittig medarbejder af Nordslesvigsk Søndagsblad og en varm ven af den dansk-amerikanske mission, som jo også tjente dem, der var udvandrede fra Sønderjylland, og norden for grænsen virkede han utrættelig for at nære kærligheden til den sønderjyske sag.
- Mindesten i Skibelund Krat
- Portræt i Læborg Kirke
- Gravsten på Vejen Kirkegård
- Hans Sveistrup